# Аполло-Бич (Флорида)
Аполло-Бич (англ. Apollo Beach) — статистически обособленная местность, расположенная в округе Хилсборо (штат Флорида, США) с населением в 7444 человека по статистическим данным переписи 2000 года.

## География
По данным Бюро переписи населения США статистически обособленная местность Аполло-Бич имеет общую площадь в 15,28 квадратных километров, из которых 14,76 кв. километров занимает земля и 0,52 кв. километров — вода. Площадь водных ресурсов округа составляет 3,4 % от всей его площади.
Статистически обособленная местность Аполло-Бич расположена на высоте 1 м над уровнем моря.

## Демография
По данным переписи населения 2000 года в Аполло-Бич проживало 7444 человека, 2361 семья, насчитывалось 3132 домашних хозяйств и 3404 жилых дома. Средняя плотность населения составляла около 487,17 человека на один квадратный километр. Расовый состав населённого пункта распределился следующим образом: 93,82 % белых, 0,85 % — чёрных или афроамериканцев, 0,40 % — коренных американцев, 1,40 % — азиатов, 1,42 % — представителей смешанных рас, 2,11 % — других народностей. Испаноговорящие составили 7,43 % от всех жителей статистически обособленной местности.
Из 3132 домашних хозяйств в 23,7 % воспитывали детей в возрасте до 18 лет, 65,5 % представляли собой совместно проживающие супружеские пары, в 6,9 % семей женщины проживали без мужей, 24,6 % не имели семей. 19,3 % от общего числа семей на момент переписи жили самостоятельно, при этом 7,6 % составили одинокие пожилые люди в возрасте 65 лет и старше. Средний размер домашнего хозяйства составил 2,38 человек, а средний размер семьи — 2,70 человек.
Население статистически обособленной местности по возрастному диапазону по данным переписи 2000 года распределилось следующим образом: 18,2 % — жители младше 18 лет, 5,2 % — между 18 и 24 годами, 24,3 % — от 25 до 44 лет, 33,7 % — от 45 до 64 лет и 18,7 % — в возрасте 65 лет и старше. Средний возраст жителей составил 46 лет. На каждые 100 женщин в Аполло-Бич приходилось 99,4 мужчин, при этом на каждые сто женщин 18 лет и старше приходилось 98,1 мужчин также старше 18 лет.
Средний доход на одно домашнее хозяйство статистически обособленной местности составил 51 480 долларов США, а средний доход на одну семью — 58 378 долларов. При этом мужчины имели средний доход в 42 427 долларов США в год против 28 732 доллара среднегодового дохода у женщин. Доход на душу населения статистически обособленной местности составил 51 480 долларов в год. 2,4 % от всего числа семей в населённом пункте и 4,1 % от всей численности населения находилось на момент переписи населения за чертой бедности, при этом 2,3 % из них были моложе 18 лет и 6,7 % — в возрасте 65 лет и старше.